# Hyptiotes himalayensis
Hyptiotes himalayensis là một loài nhện trong họ Uloboridae.
Loài này thuộc chi Hyptiotes. Hyptiotes himalayensis được Benoy Krishna Tikader miêu tả năm 1981.